# مگ لفاوه
مگ لفاوه (انگلیسی: Meg LeFauve؛ زادهٔ ) یک تهیه‌کننده، و فیلم‌نامه‌نویس اهل ایالات متحده آمریکا است.
وی فیلم‌نامه‌نویس فیلم‌هایی همچون پشت و رو و دایناسور خوب بوده است.

## پیوند به بیورن
- مگ لفاوه در بانک اطلاعات اینترنتی فیلم‌ها (IMDb)